# David Paton
David Paton (Edimburg, 29 d'octubre de 1949) és un baixista, guitarrista i cantant escocès.

## Biografia
Va créixer al sud-est de Gilmerton, Edimburg, on va assistir a l'escola secundària de Liberton. La seva primera banda s'anomenà The Beachcombers i van signar un contracte de gravació el 1968 amb CBS Records. Van canviar el seu nom per a The Boots i van publicar el seu primer single, "The Animal In Me". Això va ser seguit per "Keep Your Lovelight Burning", però després de vora dos anys, la banda es va separar a causa de problemes de diners en 1970. Després va substituir un guitarrista als Bay City Rollers, per un curt període però mai va enregistrar amb ells. Després de deixar-los a l'octubre de 1970, es va convertir en membre d'una altra banda anomenada Fresh, que va canviar el seu nom per Chrystian i va publicar un single, "Nursery Lane", el 1971. Mentre encara tocava amb la banda, va treballar com a músic en un establiment nocturn anomenat Tiffanys on va conèixer Ian Bairnson.
En 1973, Paton va ser cofundador de 'Pilot'. Amb Ian Bairnson, Billy Lyall i Stuart Tosh, van gravar diverses demostracions amb EMI Records i van gravar el seu primer àlbum From the Album of the Same Name que es va publicar el 1974. En ell es va incloure el seu primer gran èxit, "Magic" i Bairnson, que encara no era un membre oficial de la banda, es va unir després de l'enregistrament del primer àlbum. Van publicar el seu segon àlbum anomenat Second Flight en 1975, i el va seguir el 1976 per la seva tercera, Morin Heights que va ser gravada a Le Studio a Morin Heights a Quebec, Canadà, i produïda per Roy Thomas Baker. El mateix any, ell i Bairnson van començar a treballar amb el productor Alan Parsons i van publicar un primer àlbum sota el nom de The Alan Parsons Project: Tales of Mystery & Imagination. Paton va tocar el baix i va cantar amb la banda fins a l'àlbum Stereotomy de l'any 1986, mentre continuava treballant amb altres artistes com a músic de sessió. També va tocar en els dos primers àlbums de Kate Bush en 1978, The Kick Inside i Lionheart. A la dècada de 1980, Paton va ser conegut pel seu treball amb Camel i Elton John en àlbums d'estudi i de gira. Altres crèdits inclouen el baix i els cors per a diversos àlbums de Fish, així com Rick Wakeman en els anys noranta, com The Classical Connection, African Bach, Softsword, The Classical Connection 2 i Prayers. El 1984, era membre de Keats.
El seu primer disc solista va ser llançat en 1991, titulat Passions Cry, i el seu segon àlbum No Ties No Strings va ser llançat el 2003. No Ties No Strings va ser un re-enregistrament del seu àlbum mai llançat des de 1980. El 1985, va participar en la partitura original de la pel·lícula Ladyhawke que va ser escrita, composta i interpretada per Andrew Powell i produïda per Alan Parsons. Entre altres músics implicats en aquest projecte van ser Ian Bairnson de guitarres, Stuart Elliott a la bateria i el propi Powell en teclats, orquestració i direcció.
Paton també va aparèixer solista a la sèrie de concerts Countdown Spectacular 2 a Austràlia, entre agost i setembre de 2007, com a intèrpret i director musical.